# Hermann Wirtz
Hermann (August) Wirtz (* 20. Oktober 1896 in Stolberg (Rheinland); † 19. Dezember 1973 ebenda) war ein deutscher Unternehmer und Gründer des Unternehmens Grünenthal GmbH.

## Leben und Wirken
Hermann Wirtz entstammt der Unternehmerfamilie Wirtz, die seit 1845 mit den Unternehmen Mäurer & Wirtz und Dalli-Werke in Stolberg aufstieg. Er war der Sohn des Chemikers und Fabrikanten Franz Maria Wirtz (1859–1930) und der Josephine Wirtz, geborene Brückmann (1868–1957), Ehrenbürgerin der Stadt Stolberg. Zusammen mit seinem Zwillingsbruder Alfred Richard Wirtz (1896–1963) war er 1914 Abiturient der Rheinischen Ritterakademie Bedburg und diente anschließend ebenfalls wie sein Bruder als Kriegsfreiwilliger im Ersten Weltkrieg im westfälischen Fußartillerie-Regiment 7. Verwundet und ausgezeichnet mit dem EK I kehrte Wirtz im Rang eines Leutnants der Reserve aus dem Krieg zurück und absolvierte sowohl eine Lehre im Bankfach als auch ein Studium an der RWTH Aachen. Anschließend trat er in die väterliche Firma ein und wurde 1930 geschäftsführender Gesellschafter der Dalli-Werke. Ab 1946 war er geschäftsführender Teilhaber bei Mäurer & Wirtz, die ihren gemeinsamen Sitz auf dem sogenannten Dollgarten hatten, ein Areal in unmittelbarer Nachbarschaft zum Kupferhof Dollartshammer, auf dem die Familie Prym ihre Messingfabrik William Prym & Co KG betrieb. Im Sommer 1946 gründete Wirtz als weitere Tochterfirma die Grünenthal GmbH mit Sitz auf dem Kupferhof Grünenthal, der sich seit 1887 im Familienbesitz befand, und übernahm auch hier als geschäftsführender Gesellschafter die Firmenleitung. Ein Jahr später erhielt die Firma als erstes deutsches Pharmaunternehmen die Zulassungsrechte für Penicillin. Diese Innovation führte neben weiteren Produkten zu einem steilen Aufstieg des Unternehmens in der Ära Hermann Wirtz.
Darüber hinaus erwarb Wirtz im Januar 1960 noch eine Beteiligung von mehr als 25 Prozent an der renommierten Fabrik für chemisch-pharmazeutische Spezialpräparate Knoll AG in Ludwigshafen (Kapital 9,8 Millionen Mark).
Zwischenzeitlich wurde Hermann Wirtz 1957 für seine bisherigen Verdienste zum Ehrenbürger der RWTH Aachen ernannt. Noch im gleichen Jahr brachte er das als Schlafmittel vorgesehene Präparat Contergan auf den Markt, das anfangs ebenfalls ein durchschlagender Verkaufserfolg war. Doch in den Folgejahren stellte sich heraus, dass dieses frei verkäufliche Präparat zu erheblichen Nebenwirkungen bei Schwangeren führte, deren Kinder infolgedessen mit Mehrfach-Missbildungen geboren wurden. Diese Vorkommnisse waren der Auslöser für den sogenannten Contergan-Skandal. Bereits ab 1962 begannen die ersten Ermittlungen gegen Wirtz und die Firma Grünenthal. In Erwartung einer Haftung übertrug Wirtz wie auch andere Verantwortliche beträchtliches Grundbesitz- und Immobilienvermögen auf nahe und teilweise noch unmündige Verwandte. Zu diesem Zeitpunkt wurde Wirtz anwaltlich zunächst von Hans Dahs, renommierter Professor aus Bonn und durch die nach ihm benannte Hans-Dahs-Plakette bekannt, sowie ab November 1966 durch Josef Neuberger vertreten, der zuvor schon das Mandat für andere Mitangeklagte in diesem Verfahren hatte, allerdings vier Wochen später das Mandat für Hermann Wirtz wieder niederlegen musste, nachdem er zum Justizminister von Nordrhein-Westfalen ernannt worden war.
Schließlich wurde Jahre später, am 18. Januar 1968, gegen Hermann Wirtz und andere Verantwortungsträger der Grünenthal GmbH das Contergan-Hauptverfahren vor der Großen Strafkammer des Landgerichts Aachen wegen vorsätzlicher oder fahrlässiger Körperverletzung und fahrlässiger Tötung eröffnet. In einem abschließenden Vergleich kam es zum Angebot der Gründung einer Stiftung – unter der Bedingung der Einstellung des Verfahrens. Am 18. Dezember 1970 stellte das Gericht das Strafverfahren wegen geringfügiger Schuld der Angeklagten und mangelnden öffentlichen Interesses an der Strafverfolgung nach § 153 StPO ein.
Noch im selben Jahr übergab Hermann Wirtz die Firmenleitung der Grünenthal GmbH an seinen Sohn Michael Wirtz, der diese bis 2005 innehatte. Als weiterer geschäftsführender Gesellschafter aus der Familie Wirtz trat Hermanns Neffe, der Chemiker Franz A. Wirtz, für den Bereich Forschung und Entwicklung der Firmenleitung bei.